# Список глав Республики Корея
Список глав Республики Корея включает в себя таковых с момента восстановления независимости государства на юге Корейского полуострова в 1948 году. В настоящее время им является Президе́нт Респу́блики Коре́я (кор. 대한민국 대통령?, 大韓民國大統領?), который руководит правительством и является верховным главнокомандующим Вооружённых сил Республики Корея. В соответствии с принятой в 1987 году конституцией президент избирается всеобщим прямым голосованием на срок 5 лет, без права переизбрания.
Корейское имя персоналий передаётся фонетическим письмом хангыль, а при кириллизации системой Концевича рекомендуется использовать слитное написание двусложных имён и фамилий. Однако в силу сложившейся традиции в списке использовано раздельное их написание (например, Ли Сын Ман вместо Ли Сынман).
Использованная в первом столбце нижеследующих таблиц нумерация является условной; также условным является использование в первом столбце цветовой заливки, служащей для упрощения восприятия принадлежности лиц к различным политическим силам без необходимости обращения к столбцу, отражающему партийную принадлежность. Наряду с партийной принадлежностью, в столбце «Партия» также отражён внепартийный (независимый) статус персоналий. В таблицах в столбце «Выборы» отражены состоявшиеся выборные процедуры или указаны иные основания, если глава государства получил полномочия без таковых. Для удобства список разделён на принятые в историографии периоды истории страны. Приведённые в преамбулах к каждому из разделов описания этих периодов призваны пояснить особенности политической жизни Республики Корея.

## Первая республика (1948—1960)

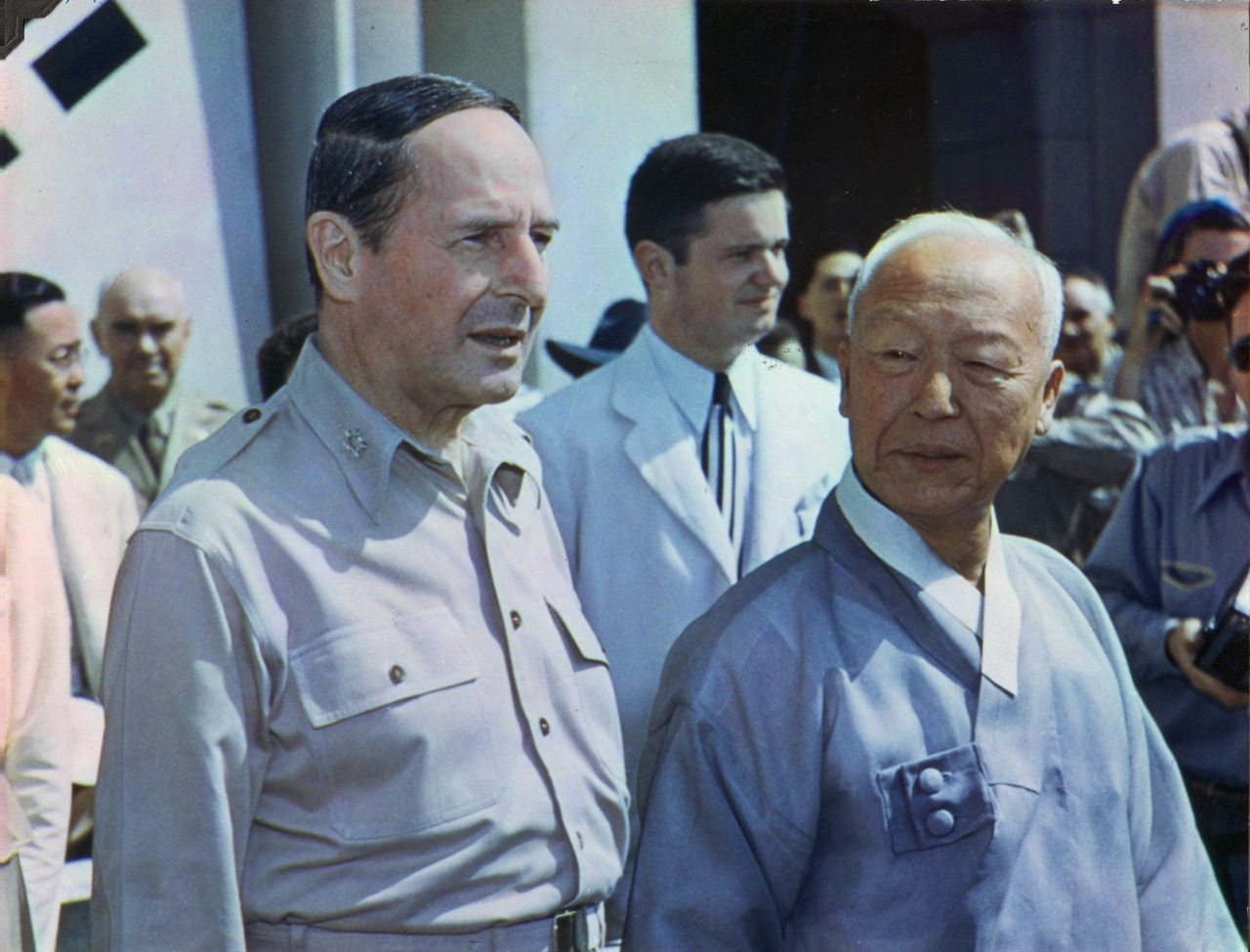
Ли Сын Ман и генерал Д. МакАртур на инаугурации президента 15.08.1948 года

Первая республика (кор. 1 공화국) — политический режим, возникший на юге Корейского полуострова в 1948 году после прекращения Американского военного управления. 10 мая 1948 года в оккупированной США части страны под контролем ООН прошли выборы в Конституционную ассамблею, которая приняла и 17 июля 1948 года обнародовала конституцию страны, создавшую политическую систему с обладающим большими полномочиями президентом в качестве главы государства. На состоявшихся 20 июля 1948 года президентских выборах победу одержал кандидат Национального альянса за быстрое достижение независимости Кореи Ли Сын Ман. 15 августа 1948 года была провозглашена независимая Республика Корея, претендующая на суверенитет над всем полуостровом, однако севернее 38 параллели вскоре была провозглашена Корейская Народно-Демократическая Республика, что привело к сохраняющемуся до настоящего времени разделению страны и межкорейской войне.
Ли Сын Ман дважды успешно переизбирался (в 1952 и 1956 годах). Добившись отмены конституционного ограничения (не более, чем трёхкратного пребывания на президентском посту), он выдвинул свою кандидатуру на четвёртый срок. К моменту проведения выборов, прошедших 15 марта 1960 года, скончался его единственный оппонент, и Ли Сын Ман был избран безальтернативно, в связи с чем борьба развернулась за пост вице-президента и характеризовалась процедурными нарушениями и подтасовками результатов выборов. Протесты оппозиции вылились в Апрельскую революцию, которая привела 27 апреля 1960 года к отставке и бегству из страны Ли Сын Мана. В тот же день было сформировано переходное правительство во главе с Хо Джоном.
Курсивом на сером фоне показаны даты начала и окончания исполнения Хо Джоном президентских полномочий в период между заявлением Ли Сын Мана об отставке и её принятием Национальным собранием.
|                 | Портрет            | Имя (годы жизни)                   | Полномочия     | Полномочия      | Партия                                                        | Выборы      | Пр.                         |
| Начало          | Портрет            | Имя (годы жизни)                   | Окончание      |                 | Партия                                                        | Выборы      | Пр.                         |
| --------------- | ------------------ | ---------------------------------- | -------------- | --------------- | ------------------------------------------------------------- | ----------- | --------------------------- |
| 1 (I—III)       |                    | Ли Сын Ман (1875—1965) кор. 이승만 | 24 июля 1948   | 14 августа 1952 | Национальный альянс за быстрое достижение независимости Кореи | 1948        | [ 13 ] [ 14 ] [ 15 ] [ 16 ] |
|                 | Либеральная партия | Ли Сын Ман (1875—1965) кор. 이승만 | 24 июля 1948   | 14 августа 1952 |                                                               | 1948        | [ 13 ] [ 14 ] [ 15 ] [ 16 ] |
| 14 августа 1952 | 14 августа 1956    | Ли Сын Ман (1875—1965) кор. 이승만 | 1952           |                 |                                                               |             | [ 13 ] [ 14 ] [ 15 ] [ 16 ] |
| 14 августа 1956 | 3 мая 1960         | Ли Сын Ман (1875—1965) кор. 이승만 | 1956           |                 |                                                               |             | [ 13 ] [ 14 ] [ 15 ] [ 16 ] |
| 14 августа 1956 | 3 мая 1960         | Ли Сын Ман (1875—1965) кор. 이승만 | март 1960      |                 |                                                               |             | [ 13 ] [ 14 ] [ 15 ] [ 16 ] |
| и. о.           |                    | Хо Джон (1896—1988) кор. 허정      | 27 апреля 1960 | 3 мая 1960      | Демократическая партия                                        | [ комм. 4 ] | [ 17 ] [ 18 ]               |
| и. о.           | 3 мая 1960         | Хо Джон (1896—1988) кор. 허정      | 15 июня 1960   |                 | Демократическая партия                                        | [ комм. 4 ] | [ 17 ] [ 18 ]               |

## Вторая республика (1960—1962)
Вторая республика (кор. 2 공화국) — политический режим, возникший в итоге Апрельской революции, единственный период с парламентской системой власти, когда президент оставался номинальным главой государства, а полнота исполнительной власти была сосредоточена у возглавляемого премьер-министром правительства. Его началом принято считать 15 июня 1960 года, когда Национальное собрание внесло соответствующие изменения в конституцию. На состоявшихся 29 июля 1960 года парламентских выборах Демократическая партия, бывшая в оппозиции во время Первой республики, завоевала большинство в двухпалатном парламенте (кроме Национального собрания, ставшего нижней палатой, была создана верхняя — Палата советников, кор. 참의원). Новый президент Юн Бо Сон был избран совместно обеими палатами 12 августа 1960 года. 16 мая 1961 года в стране произошёл военный переворот, организованный Военно-революционным комитетом, номинально возглавляемым начальником генерального штаба Чан Доёном, и был сформирован состоящий из военной элиты Верховный совет национальной перестройки, взявший на себя руководство экономическими и политическими реформами. 18 мая 1961 года обладавший реальной властью премьер-министр Чан Мён был отстранён, а поддержавший переворот президент Юн Бо Сон ушёл в отставку 24 марта 1962 года.
|        | Портрет | Имя (годы жизни)                    | Полномочия      | Полномочия      | Партия                 | Выборы      | Пр.                         |
| Начало | Портрет | Имя (годы жизни)                    | Окончание       |                 | Партия                 | Выборы      | Пр.                         |
| ------ | ------- | ----------------------------------- | --------------- | --------------- | ---------------------- | ----------- | --------------------------- |
| и. о.  |         | Квак Санхун (1896—1980) кор. 곽상훈 | 15 июня 1960    | 23 июня 1960    | Демократическая партия | [ комм. 5 ] | [ 18 ] [ 21 ]               |
| и. о.  |         | Хо Джон (1896—1988) кор. 허정       | 23 июня 1960    | 8 августа 1960  | Демократическая партия | [ комм. 6 ] | [ 17 ] [ 18 ]               |
| и. о.  |         | Пэк Накчун (1895—1985) кор. 백낙준  | 8 августа 1960  | 13 августа 1960 | независимый            | [ комм. 5 ] | [ 18 ] [ 22 ]               |
| 2      |         | Юн Бо Сон (1897—1990) кор. 윤보선   | 13 августа 1960 | 24 марта 1962   | Демократическая партия | август 1960 | [ 18 ] [ 23 ] [ 24 ] [ 25 ] |

## Верховный совет национальной перестройки (1962—1963)
Верховный совет национальной перестройки (кор. 국가재건최고회의) был образован после военной революции 16 мая 1961 года, в основном, из военной элиты страны. Его задачей являлось обеспечение проведения политических и экономических реформ, он руководил работой правительства, а после отставки президента Юн Бо Сона 24 марта 1962 года его председатель генерал-майор Пак Чон Хи исполнял обязанности главы государства. 17 декабря 1962 года состоялся референдум о возвращении страны к президентской форме правления, что и было осуществлено ровно через год, положив начало Третьей республике.
|        | Портрет | Имя (годы жизни)                                 | Полномочия    | Полномочия      | Партия                                   | Выборы       | Пр.                         |
| Начало | Портрет | Имя (годы жизни)                                 | Окончание     |                 | Партия                                   | Выборы       | Пр.                         |
| ------ | ------- | ------------------------------------------------ | ------------- | --------------- | ---------------------------------------- | ------------ | --------------------------- |
| и. о.  |         | генерал-майор Пак Чон Хи (1917—1979) кор. 박정희 | 24 марта 1962 | 17 декабря 1963 | Верховный совет национальной перестройки | [ комм. 10 ] | [ 27 ] [ 28 ] [ 29 ] [ 30 ] |

## Третья республика (1963—1972)
Третья республика (кор. 3 공화국) — политический режим, возникший после роспуска Верховного совета национальной перестройки и возвращения страны к гражданской форме правления (на практике являясь диктатурой Пак Чон Хи, вышедшего 30 августа 1963 года в отставку с действительной военной службы и создавшего Демократическую республиканскую партию). Пак Чон Хи выиграл выборы, прошедшие 15 октября 1963 года и занял президентский пост 17 декабря 1963 года, а затем дважды переизбирался в 1967 и 1971 годах, однако с минимальным преимуществом, что ставило под угрозу сохранении политического курса и эффективное продолжение экономических реформ. 17 октября 1972 года президент ввёл в стране военное положение, распустил Национальное собрание Ассамблею, арестовал большинство лидеров оппозиции и предложил конституционные поправки, направленные на укрепление президентской власти. 21 ноября 1972 года в условиях военного положения был проведён референдум, на котором была одобрена Конституция Юсин, вступившая в силу 26 декабря 1972 года и положившая начало режима Четвёртой республике.
|           | Портрет     | Имя (годы жизни)                   | Полномочия      | Полномочия   | Партия                                 | Выборы | Пр.                         |
| Начало    | Портрет     | Имя (годы жизни)                   | Окончание       |              | Партия                                 | Выборы | Пр.                         |
| --------- | ----------- | ---------------------------------- | --------------- | ------------ | -------------------------------------- | ------ | --------------------------- |
| 3 (I—III) |             | Пак Чон Хи (1917—1979) кор. 박정희 | 17 декабря 1963 | 30 июня 1967 | Демократическая республиканская партия | 1963   | [ 27 ] [ 28 ] [ 29 ] [ 30 ] |
| 3 (I—III) | 1 июля 1967 | Пак Чон Хи (1917—1979) кор. 박정희 | 30 июня 1971    | 1967         | Демократическая республиканская партия |        | [ 27 ] [ 28 ] [ 29 ] [ 30 ] |
| 3 (I—III) | 1 июля 1971 | Пак Чон Хи (1917—1979) кор. 박정희 | 27 декабря 1972 | 1971         | Демократическая республиканская партия |        | [ 27 ] [ 28 ] [ 29 ] [ 30 ] |

## Четвёртая республика (1972—1981)

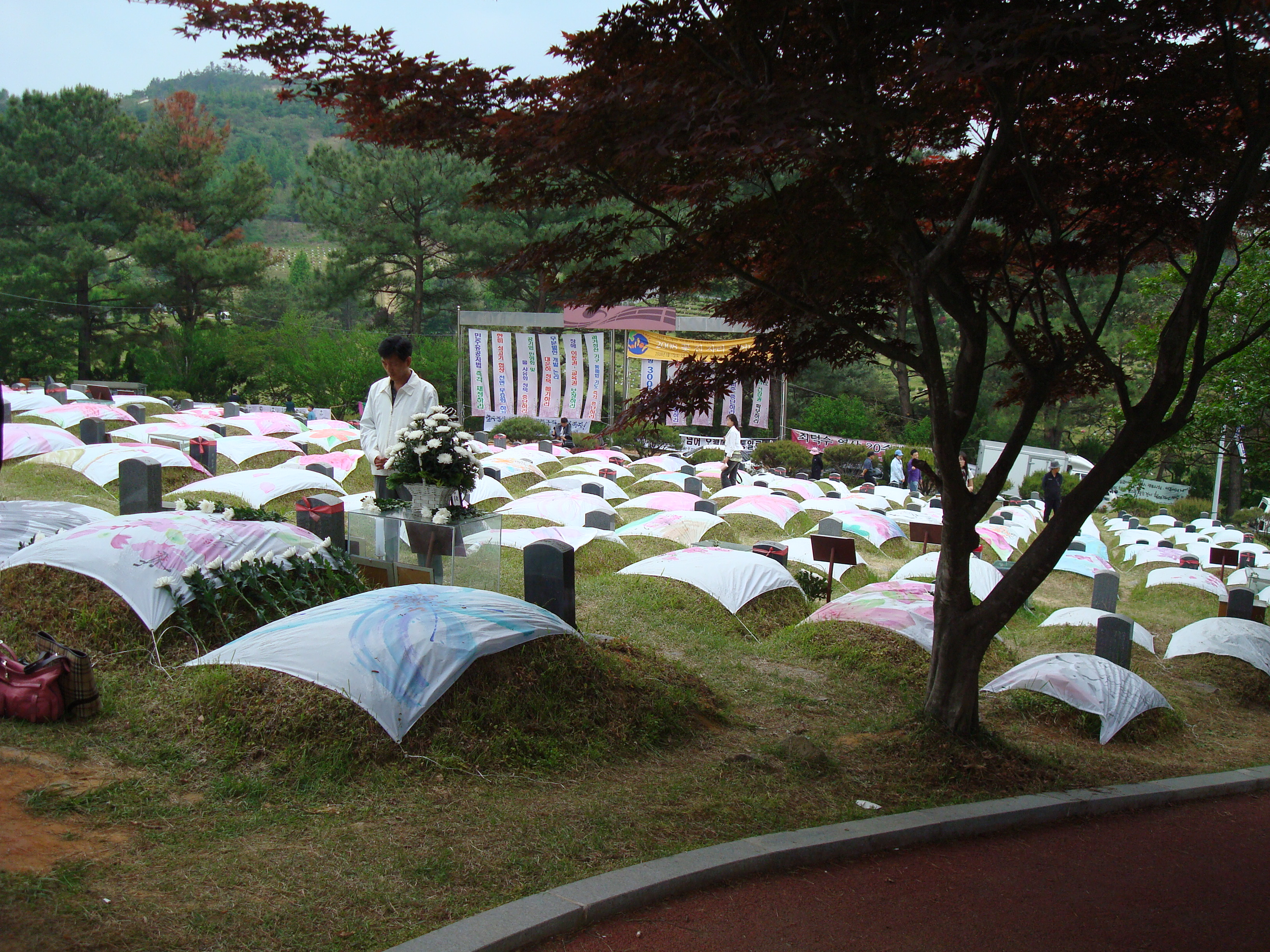
Захоронения на национальном кладбище 18 Мая в Кванджу

Четвёртая республика (кор. 4 공화국) — политический режим, возникший после вступления в силу 27 декабря 1972 года Конституции Юсин, укрепившей систему президентской власти (до 6 лет был увеличен срок полномочий президента, было введено его избрание коллегией выборщиков, президент наделялся правом распускать парламент и назначать треть депутатского корпуса). Президент Пак Чон Хи дважды в 1972 и 1978 года возобновлял свой мандат (выборы проходили без альтернативных кандидатов); 26 октября 1979 года он был застрелен директором южнокорейского Центрального разведывательного управления (который позже был казнён через повешение вместе с сообщниками). Исполняющим обязанности президента стал премьер-министр Чхве Гю Ха, на следующий день объявивший чрезвычайное положение, ответственным за которое был назначен главнокомандующий сухопутными войсками генерал Чон Сынхва. 6 декабря 1979 года Чхве Гю Ха был избран президентом, а в ночь на 12 декабря 1979 года генерал-майор Чон Ду Хван, командир сил безопасности, действуя без президентской санкции, отдал приказ об аресте Чон Сынхва как находившегося во время убийства Пак Чон Хи в Синем доме. Наутро члены Ханахве, неформальной группы армейских офицеров, взяли под контроль Министерство обороны и штаб армии. Лидер группы Чон Ду Хван 14 апреля 1980 года был назначен директором южнокорейского Центрального разведывательного управления и осуществил 17 мая 1980 года военный переворот, вынудив правительство распространить на всю страну режим военного положения, установленный в островной провинции Чеджудо, — были закрыты университеты, запрещена политическая деятельность, ограничена пресса, проведены аресты, в различные районы страны введены войска. На следующий день в городе Кванджу произошло восстание, подавленное 27 мая вошедшими в город армейскими частями в составе пяти дивизий при поддержке авиации. 20 мая 1980 года в Национальное собрание были направлены войска и оно было распущено. В стране был создан Комитет по чрезвычайным мерам охраны государства, установивший контроль над всеми государственными органами; 17 июля 1980 года Чон Ду Хван подал в отставку с поста директора разведывательного управления, оставив за собой руководство комитетом. После отставки 16 августа 1980 года президента Чхве Гю Ха, 27 августа были организованы безальтернативные выборы, и 1 сентября ушедший с военной службы Чон Ду Хван вступил на пост президента. 22 октября 1980 года по его предложению прошёл референдум, на котором был одобрен проект новой конституции, что стало началом Пятой республики.
|          | Портрет         | Имя (годы жизни)                     | Полномочия      | Полномочия      | Партия                                 | Выборы       | Пр.                         |
| Начало   | Портрет         | Имя (годы жизни)                     | Окончание       |                 | Партия                                 | Выборы       | Пр.                         |
| -------- | --------------- | ------------------------------------ | --------------- | --------------- | -------------------------------------- | ------------ | --------------------------- |
| 3 (IV—V) |                 | Пак Чон Хи (1917—1979) кор. 박정희   | 27 декабря 1972 | 26 декабря 1978 | Демократическая республиканская партия | 1972         | [ 27 ] [ 28 ] [ 29 ] [ 30 ] |
| 3 (IV—V) | 26 декабря 1978 | Пак Чон Хи (1917—1979) кор. 박정희   | 26 октября 1979 | 1978            | Демократическая республиканская партия |              | [ 27 ] [ 28 ] [ 29 ] [ 30 ] |
| и. о.    |                 | Чхве Гю Ха (1919—2006) кор. 최규하   | 26 октября 1979 | 6 декабря 1979  | независимый                            | [ комм. 14 ] | [ 35 ] [ 36 ] [ 37 ]        |
| 4        | 6 декабря 1979  | Чхве Гю Ха (1919—2006) кор. 최규하   | 16 августа 1980 | 1979            | независимый                            |              | [ 35 ] [ 36 ] [ 37 ]        |
| и. о.    |                 | Пак Чхун Хун (1919—2001) кор. 박충훈 | 16 августа 1980 | 1 сентября 1980 | независимый                            | [ комм. 17 ] | [ 38 ]                      |
| 5 (I)    |                 | Чон Ду Хван (1931—2021) кор. 전두환  | 1 сентября 1980 | 25 февраля 1981 | независимый                            | 1980         | [ 33 ] [ 39 ] [ 40 ] [ 41 ] |

## Пятая республика (1981—1987)
Пятая республика (кор. 5 공화국) — политический режим, возникший после проведения конституционной реформы, инициированной президентом Чон Ду Хваном. На прошедшем 25 февраля 1981 года референдуме был одобрен проект конституции, установивший непрямые выборы президента коллегией выборщиков и 7-летний срок его полномочий, предоставляющий президенту право на введение чрезвычайного положения и роспуск Национального собрания, и предусматривающий финансирования правящей партии государством. На безальтернативных выборах, состоявшихся 25 февраля 1981 года, Чон Ду Хван выступал в качестве кандидата от Демократической партии за справедливость и заручился более чем 90 % голосов выборщиков. Этот день считается началом Пятой республики, во время которой в условиях фактической диктатуры Чон Ду Хвана и правящей партии были подготовлены и проведены широкие реформы по демократизации политической системы, реализуемые соратником президента и его будущим преемником Ро Дэ У (введение прямых президентских выборов, освобождение из-под ареста и снятие запрета на деятельность ряда политиков, восстановление гражданских прав). 
На прошедшем 28 октября 1987 года референдуме была одобрена закрепившая демократические принципы государственного устройства новая конституция, вступившая в силу 19 декабря 1987 года. За три дня до этого, 16 декабря, в соответствии с её переходными положениями — состоялись выборы, на которых Ро Дэ У одержал победу, набрав 35,9 % голосов, над тремя оппозиционными кандидатами. 
25 февраля 1988 года состоялась передача власти Ро Дэ У, положившая начало Шестой республике.
|        | Портрет | Имя (годы жизни)                    | Полномочия      | Полномочия      | Партия                                   | Выборы | Пр.                         |
| Начало | Портрет | Имя (годы жизни)                    | Окончание       |                 | Партия                                   | Выборы | Пр.                         |
| ------ | ------- | ----------------------------------- | --------------- | --------------- | ---------------------------------------- | ------ | --------------------------- |
| 5 (II) |         | Чон Ду Хван (1931—2021) кор. 전두환 | 25 февраля 1981 | 25 февраля 1988 | Демократическая партия за справедливость | 1981   | [ 33 ] [ 39 ] [ 40 ] [ 41 ] |

## Шестая республика (с 1987)
Шестая республика (кор. 6 공화국) — современный политический режим в Республике Корея, основанный на принятой в 1987 году демократической конституции. Президент обладает широкими полномочиями — он назначает премьер-министра и глав министерств (c согласия парламента), является верховным главнокомандующим. Президент избирается сроком на пять лет прямым всеобщим голосованием. Одно лицо может быть избрано на пост президента однократно.
Курсивом на сером фоне показаны даты начала и окончания исполнения президентских полномочий замещающими лицами в периоды от начала до завершения процедуры импичмента президентов.
|        | Портрет                                       | Имя (годы жизни)                                                  | Полномочия      | Полномочия      | Партия                                       | Выборы        | Пр.                  |
| Начало | Портрет                                       | Имя (годы жизни)                                                  | Окончание       |                 | Партия                                       | Выборы        | Пр.                  |
| ------ | --------------------------------------------- | ----------------------------------------------------------------- | --------------- | --------------- | -------------------------------------------- | ------------- | -------------------- |
| 6      |                                               | Ро Дэ У (1932—2021) кор. 노태우                                   | 25 февраля 1988 | 25 февраля 1993 | Демократическая партия за справедливость     | 1987          | [ 44 ] [ 45 ]        |
|        | Демократическая либеральная партия            | Ро Дэ У (1932—2021) кор. 노태우                                   | 25 февраля 1988 | 25 февраля 1993 |                                              | 1987          | [ 44 ] [ 45 ]        |
| 7      |                                               | Ким Ён Сам (1927—2015) кор. 김영삼                                | 25 февраля 1993 | 25 февраля 1998 | 1992                                         | [ 46 ] [ 47 ] |                      |
| 8      |                                               | Ким Дэ Чжун (1924—2009) кор. 김대중 (Toyota Taichū) яп. 豊田大中  | 25 февраля 1998 | 25 февраля 2003 | Национальный конгресс новых политиков        | 1997          | [ 48 ] [ 49 ] [ 50 ] |
| 9      |                                               | Но Му Хён (1946—2009) кор. 노무현                                 | 25 февраля 2003 | 25 февраля 2008 | Демократическая партия нового тысячелетия    | 2002          | [ 51 ] [ 52 ] [ 53 ] |
|        | Новая партия для объединения граждан → Уридан | Но Му Хён (1946—2009) кор. 노무현                                 | 25 февраля 2003 | 25 февраля 2008 |                                              | 2002          | [ 51 ] [ 52 ] [ 53 ] |
| и. о.  |                                               | Ко Гон (род. 1938) кор. 고건                                      | 12 марта 2004   | 14 мая 2004     | Демократическая партия нового тысячелетия    | [ комм. 26 ]  | [ 51 ] [ 52 ] [ 53 ] |
| 10     |                                               | Ли Мён Бак (род. 1941) кор. 이명박 (Цукияма Акихиро) яп. 月山明博 | 25 февраля 2008 | 25 февраля 2013 | Партия великой страны → Партия новых рубежей | 2007          | [ 54 ] [ 55 ] [ 56 ] |
| 11     |                                               | Пак Кын Хе (род. 1952) кор. 박근혜                                | 25 февраля 2013 | 10 марта 2017   | Партия новых рубежей                         | 2012          | [ 57 ] [ 58 ] [ 59 ] |
| и. о.  |                                               | Хван Гёан (род. 1957) кор. 황교안                                 | 9 декабря 2016  | 10 марта 2017   | Партия новых рубежей → Свободная Корея       | [ комм. 31 ]  | [ 58 ] [ 60 ]        |
| и. о.  | 10 марта 2017                                 | Хван Гёан (род. 1957) кор. 황교안                                 | 10 мая 2017     |                 | Партия новых рубежей → Свободная Корея       | [ комм. 31 ]  | [ 58 ] [ 60 ]        |
| 12     |                                               | Мун Чжэ Ин (род. 1953) кор. 문재인                                | 10 мая 2017     | 10 мая 2022     | Демократическая партия «Вместе»              | 2017          | [ 61 ] [ 62 ] [ 63 ] |
| 13     |                                               | Юн Сок Ёль (род. 1960) кор. 윤석열                                | 10 мая 2022     | 4 апреля 2025   | Сила народа                                  | 2022          | [ 64 ] [ 65 ] [ 66 ] |
| и. о.  |                                               | Хан Док Су (род. 1949) кор. 한덕수                                | 14 декабря 2024 | 27 декабря 2024 | Независимый                                  | [ комм. 34 ]  | [ 67 ]               |
| и. о.  |                                               | Чхве Сан Мок (род. 1963) кор. 최상목                              | 27 декабря 2024 | 24 марта 2025   | Независимый                                  | [ комм. 36 ]  | [ 68 ]               |
| и. о.  |                                               | Хан Док Су (род. 1949) кор. 한덕수                                | 24 марта 2025   | 4 апреля 2025   | Независимый                                  | [ комм. 35 ]  | [ 67 ] [ 69 ]        |
| и. о.  | 4 апреля 2025                                 | Хан Док Су (род. 1949) кор. 한덕수                                | 1 мая 2025      | [ комм. 38 ]    | Независимый                                  |               | [ 67 ] [ 69 ]        |
| и. о.  |                                               | Ли Джу Хо (род. 1961) кор. 이주호                                 | 2 мая 2025      | 4 июня 2025     | Независимый                                  | [ комм. 39 ]  | [ 70 ]               |
| 14     |                                               | Ли Чжэ Мён (род. 1963) кор. 이재명                                | 4 июня 2025     | действующий     | Демократическая партия «Вместе»              | 2025          | [ 71 ] [ 72 ]        |

## Идеологические особенности партийной системы
В посвященных политической системе Корейской Республики работах отмечается, что текущие названия политических партий постоянно меняются, обычно вследствие скандала, чтобы продемонстрировать электорату, что появилась новая и непохожая  организация, либо при смене её руководства, с целью обозначить новую эру в истории партии. Вследствие этого восприятие партий сводимо к дефиниции правящая партия (кор. 여당) и оппозиционная партия (кор. 야당). Несмотря на то, что номинально возникшая в 1948 году республиканская система базировалась на демократических принципах, до 1987 года страна по большей части управлялась диктаторскими режимами. При установлении современной  Шестой республики в южнокорейской политике существовали четыре основные фракции: (1) сторонники диктатуры, связанные с Чон Ду Хваном; (2) сторонники диктатуры, связанные с Пак Чон Хи; (3) правые борцы за демократизацию; (4) левые борцы за демократизацию. Каждой из них были созданы партии, однако в 1990 году первые три объединились, создав партию консервативной идеологии, четвёртая стала носителем либеральной идеологии. Включая периоды диктатуры, глав корейского государства можно отнести к проводникам той или иной идеологии следующим образом: в число консерваторов входят Ли Сын Ман, Пак Чон Хи, Чхве Гю Ха, Чон Ду Хван, Ро Дэ У, Ким Ён Сам, Ли Мён Бак, Пак Кын Хе, Юн Сок Ёль, в число либералов — Юн Бо Сон, Ким Дэ Чжун, Но Му Хён, Мун Чжэ Ин, Ли Чжэ Мён.

## Президентская присяга
При вступлении в должность президент приносит следующую присягу, установленную статьёй 69 действующей конституции страны:

Я буду соблюдать Конституцию, защищать страну, мирным путем воссоединять страну, способствовать свободе и благополучию людей и добросовестно выполнять обязанности Президента. Я торжественно приношу присягу перед народом.
Оригинальный текст (кор.)나는 헌법을 준수하고 국가를 보위하며 조국의 평화적 통일과 국민의 자유와 복리 증진 및 민족문화의 창달에 노력하여 대통령으로서의 직책을 성실히 수행할 것을 국민 앞에 엄숙히 선서합니다.